# Jakab József (unitárius lelkész)
Szent-gericzei Jakab József (Szentgerice, 1821. október 29. – Nápoly, 1855.) unitárius lelkész, tanár, jogtanácsos, Jakab Elek országos levéltárnok testvéröccse.

## Élete
Jakab Elek földbirtokos és Szekeres Jusztina fia. 1830. szeptember 1-jén a székelykeresztúri algimnáziumban kezdte tanulását, ahol tevékeny részt vett az ifjúsági olvasóegylet megalakításában (1837. november 7.). 1839-ben pályadíjat nyert Temető című elbeszélése; március 12-én ő bízták meg az iskola könyvtárának szép ajándékot tevő Jakab Gergely emlékünnepen az ifjúság nevében emlékbeszéd tartásával. 1839. szeptemberben a kolozsvári unitáriusok főiskolájába ment, Brassai Sámuelnél volt ebédje-vacsorája. Itt is (1839-45.) munkás tagja volt az olvasó- és irodalmi egyletnek. 1840-ben az Iszlai főgondnok által három pályakérdésre kitűzött pályadíjak egyikét A törvények megtartásáról írt tanulmányával nyerte el. (A másik kettőt bátyja Jakab Elek és Tibóld Sándor nyerték.) 1843 nyarán gimnáziumi tanulmányait bevégezvén, köztanítóvá neveztetett ki; a főiskolai ifjúság szeptemberben őt választotta meg főnöki (senior) hivatalra.
1845. szeptember 3-án az egyháztól nyert 300 forint segéllyel külföldi akadémiára Göttingenbe ment; az egyetemre 1846. október 27-én iratkozott be, ahol fizikát, matézist hallgatott, később a vegytant, bölcseletet és az angol nyelvet is tanulta. 1847 elején az egyházi főtanács a kolozsvári másodpapságra és teológiai tanárságra jelölte ki. Mielőtt hivatalát elfoglalta volna, 1848 elején a teológia tanulására Angliába indult; a februári napokat Párizsban töltötte. Londonban tartózkodott és egész Skóciát beutazta; augusztus elején érkezett haza és papi hivatalát szeptember 10-én foglalta el beköszöntő beszéddel.
Már november első napjaiban honvéd lett és tüzérnek állott be. 1849. február 18-án a magyarosi ütközetben foglyul esett és Bécsbe vitték, onnan Mantuába, ahol az osztrák ezredbe sorozták. Innét megszökött Genovába és más emigránsokkal együtt Görögországba szállították. Itt városi tanító volt 150 drachma havi fizetéssel. 1851 végén Szirába hivatott meg tanárnak és Athénben tanári vizsgát tevén, elfoglalta hivatalát. 1853-ban apja hasztalan kísérlette meg az amnesztia kieszközlését számára. A honvágy gyötörte, beteggé tette, sorvasztotta napról-napra; orvosai Nápolyba küldték üdülni; oda utaztában egy sziget kikötőjéből írta utolsó levelét fivéréhez: Ha több levelet nem kapsz tőlem, jele hogy meghaltam... Meghalt 1855-ben Nápolyban.

## Munkái
- Cikkei a kolozsvári Ipar és Természetbarátban (1848. 22. sz. Gyémánt és coke, Faraday vegytani felolvasása a londoni bölcsészeti társaság előtt, 19-23. sz. Töredék scotiai úti naplómból.)
- Levelét Chalchis, 1849. december 25. közli a Keresztyén Magvető (1872. 233. sz.) és a Magyar Polgár (1886. 228. sz.)